# Qian Xuesen

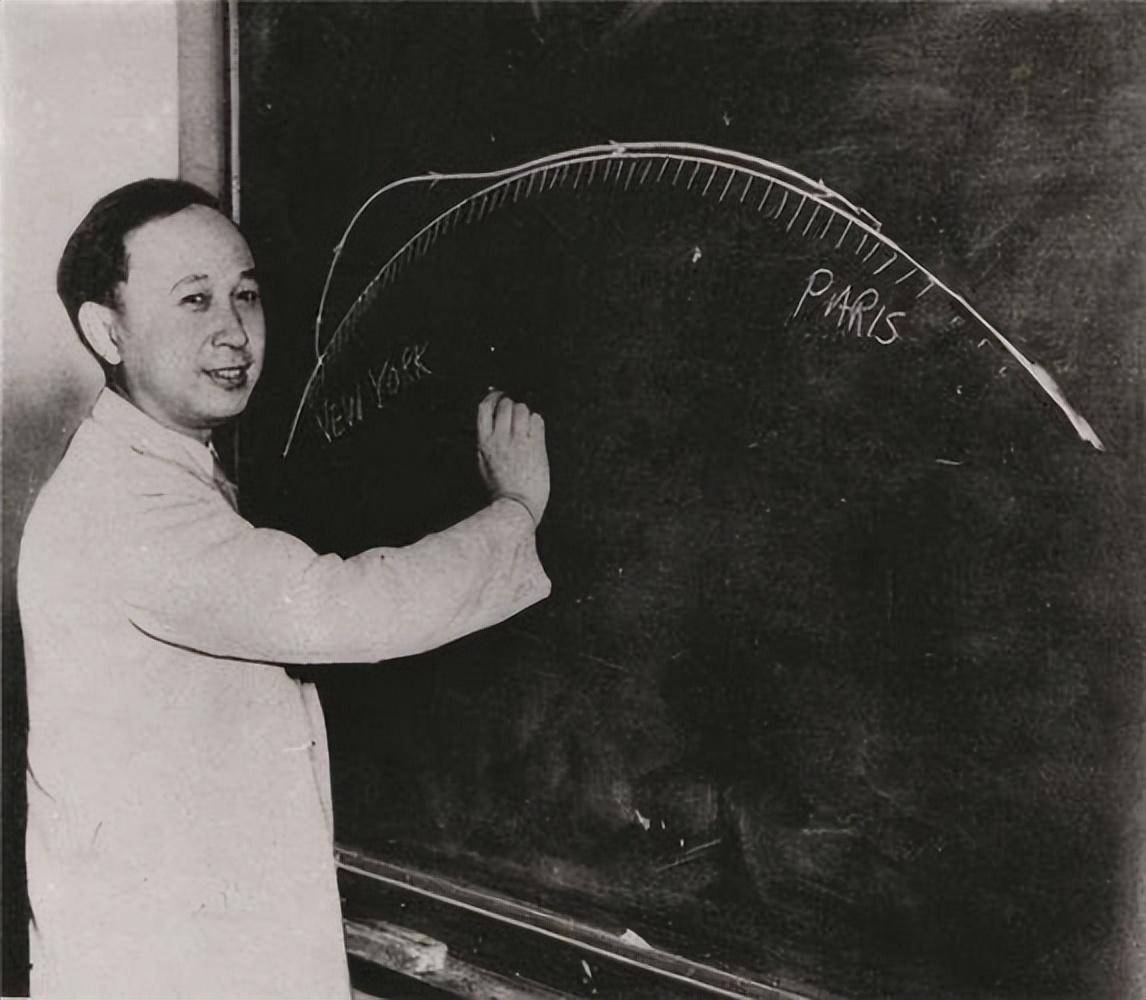
Qian Xuesen, vor 1944

Qian Xuesen, nach Stange Tsien Hsue-sen (chinesisch 錢學森 / 钱学森, Pinyin Qián Xuésēn, W.-G. Ch'ien Hsüeh-sên, * 11. Dezember 1911 in Shanghai, China; † 31. Oktober 2009 in Peking), war ein chinesischer Wissenschaftler. Er gilt als „Vater des chinesischen Raumfahrtprogramms“, hat aber auch maßgeblich an der Entwicklung der amerikanischen Raumfahrttechnik mitgewirkt.

## Leben
Qian Xuesen war das einzige Kind von Qian Junfu (钱均夫, 1882–1969), damals Direktor des 1. Provinzgymnasiums von Zhejiang (浙江省立第一中学) in Hangzhou. Seine Geburt am 11. Dezember 1911 fand jedoch in Shanghai statt.
Die Familie gehörte, ebenso wie die von Qian Weichang und Qian Sanqiang, zum Clan der Wuyue-Qian (吴越钱氏家族); Qian Xuesen war ein Nachfahre in 33. Generation von Qian Liu (钱镠, 852–932), der 907 im heutigen Zhejiang das Wuyue-Reich gegründet hatte.
Von 1929 bis 1934 studierte Qian Xuesen an der Jiaotong-Universität in Shanghai, kam 1935 per Stipendium aus der Boxerentschädigung ans Massachusetts Institute of Technology (MIT) in Cambridge und wechselte 1936 ans California Institute of Technology (Caltech) in Pasadena.
Am Caltech fiel er rasch auf als Mitglied des Suicide Squad (Selbstmordtrupp), einer Gruppe junger Ingenieure, deren Versuche wegen häufiger Explosionspannen Aufsehen erregten. Theodore von Kármán, Pionier der Raketentechnik am Caltech, entdeckte und förderte ihn.

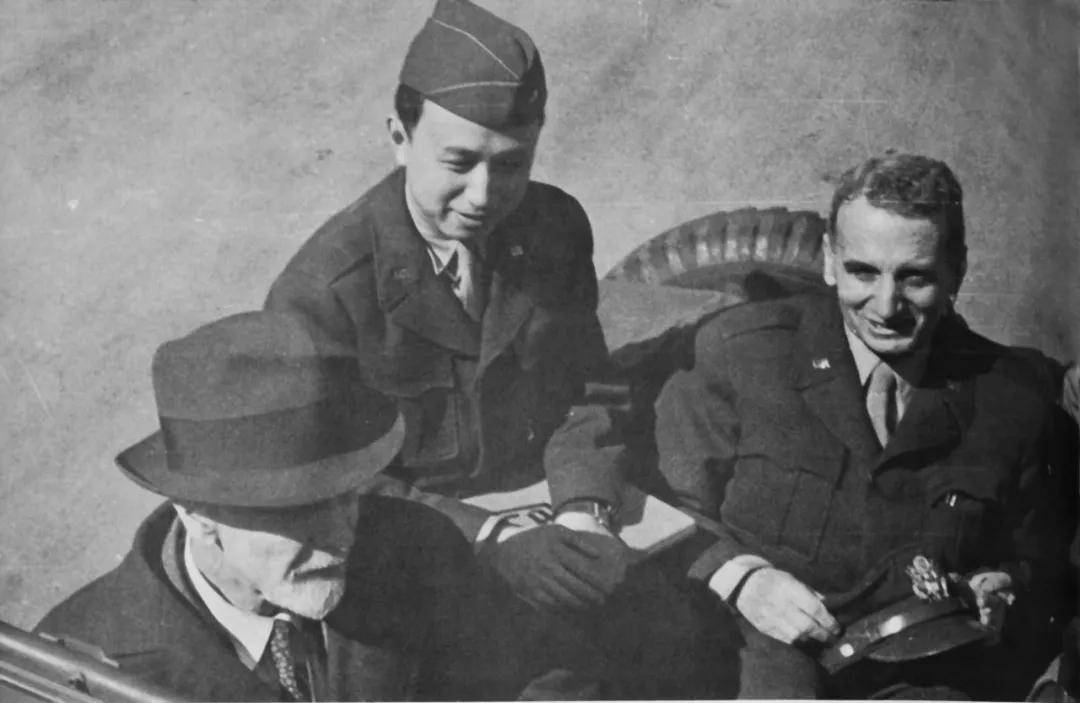
Von Links: Prandtl, Qian und Kármán, Mai 1945

Als 1939 die amerikanische Armee am Caltech um Unterstützung für ein Projekt zur Entwicklung einer Starthilfsrakete für Bombenflugzeuge warb, war Qian Xuesen mit von der Partie. 1943 war er einer der Redakteure eines Projekts am Caltech, das die Aufgabe hatte, dem deutschen Raketenprogramm Paroli zu bieten. In dem Text, an dem er mitwirkte, fand sich zum ersten Mal das Kürzel JPL, für Jet Propulsion Laboratory. Seine Auftraggeber fassten rasch Vertrauen zu ihm und seiner Arbeit, so dass er die Akkreditierung für die geheimsten Rüstungsprojekte des Verteidigungsministeriums der Vereinigten Staaten erhielt. 1945 wurde er nach Deutschland entsandt. Im Rahmen des Projekts Paper Clip, das zum Ziel hatte, die führenden deutschen Forscher für das amerikanische Raketenprogramm zu übernehmen, verhörte er Wernher von Braun. Nach dem Zweiten Weltkrieg setzte sich von Kármán dafür ein, dass Qian in das wissenschaftliche Beratungskomitee der Air Force aufgenommen wurde. „Mit 36 Jahren war er ein herausragendes Genie, dessen Arbeit enorme Impulse setzte für den Fortschritt in der Erforschung der Aerodynamik bei hohen Geschwindigkeiten und des Strahlantriebs“, urteilte von Kármán über Qian. William Hayward Pickering nannte Qian Xuesen den „besten Schüler von Kármáns.“ Bei seinen Studenten am Caltech war er für seine Strenge bekannt. 1949 wurde er in die American Academy of Arts and Sciences gewählt.

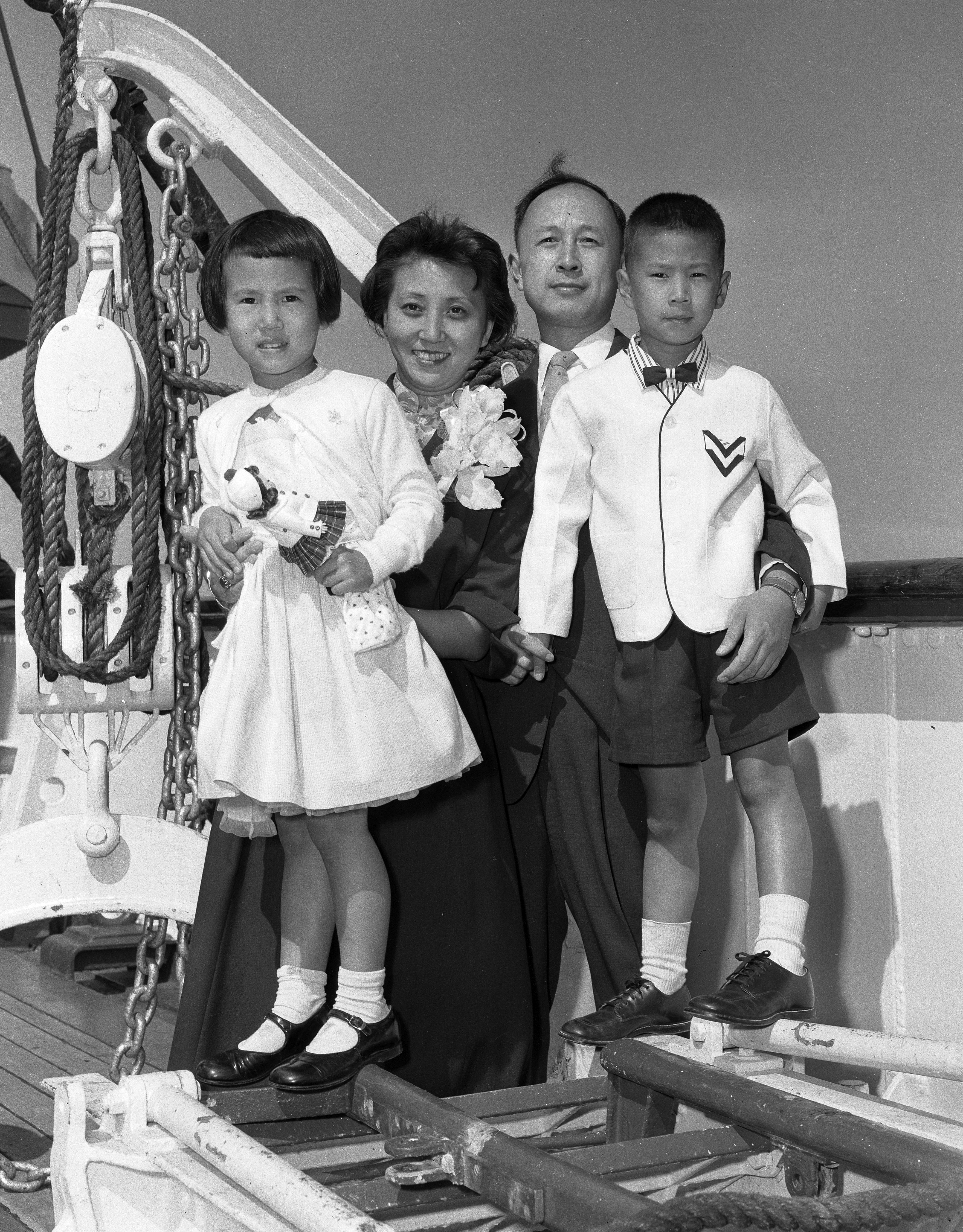
Qian Xuesen mit seiner Familie auf der Überfahrt nach China an Bord der SS President Cleveland (1955)

Als sich Qian Xuesen jedoch 1950 um die amerikanische Staatsbürgerschaft bewarb, beschuldigten ihn Verfechter des McCarthyismus, während der 1930er Jahre mit dem Kommunismus sympathisiert zu haben. Man entzog ihm alle Akkreditierungen. Als der Wissenschaftler im Range eines Obersts sich daraufhin entschloss, nach China zurückzukehren, fürchtete man den Verrat militärischer Geheimnisse, verhaftete ihn in Honolulu und verhängte Hausarrest über ihn. Er wurde bis 1955 festgehalten. Qian Xuesen wandte sich schließlich in einem Brief an Zhou Enlai, damals Premierminister der Volksrepublik China. Schließlich durfte er, im Austausch gegen amerikanische Kriegsgefangene aus dem Koreakrieg, nach China ausreisen.
Dort stellte er sich sogleich in den Dienst des jungen Staates, indem er in die dort regierende Kommunistische Partei eintrat.
Qian Xuesen war ab dem 6. August 1956 Chefingenieur am „Fünften Büro“ des Verteidigungsministeriums der Volksrepublik China, das für die Entwicklung von Kernwaffen und ballistischen Raketen zuständig war. Am 5. November 1960 startete Chinas erste flüssigkeitsbetriebene Rakete Dongfeng 1, am 16. Oktober 1964 wurde die erste Atombombe „Fräulein Qiu“ gezündet. Am 20. Februar 1968 gründete Qian zusammen mit Offizieren der Volksbefreiungsarmee die Chinesische Akademie für Weltraumtechnologie, Chinas erstes Raumforschungsinstitut, das nach bescheidenen Anfängen später unter anderem die Shenzhou-Raumschiffe baute.
Qian Xuesen war zusammen mit Zhao Jiuzhang der Initiator des „Projekts 651“ zum Bau des ersten chinesischen Satelliten, der am 24. April 1970 ins All gebracht wurde. Auch an der Entwicklung der Raketen vom Typ Langer Marsch war er maßgeblich beteiligt. Er schuf die Grundlagen dafür, dass am 15. Oktober 2003 die erste bemannte chinesische Raummission erfolgreich durchgeführt werden konnte – Yang Liwei besuchte ihn nach seiner Rückkehr aus dem All in Peking, um ihm seinen Dank auszusprechen – und dass am 5. November 2007 die erste chinesische Mondsonde den Erdtrabanten erreichte.
Ein dunkler Punkt in seinem Lebenswerk sind seine fehlerhaften Berechnungen zu den Ernteerträgen während des Großen Sprungs nach vorn 1958: Sie trugen dazu bei, die entstehende Hungerkatastrophe zu verschleiern und blutige Maßnahmen gegen Angehörige der Landbevölkerung zu rechtfertigen, denen das Verheimlichen von Ernteerträgen vorgeworfen wurde. Er war ein linientreues Mitglied der kommunistischen Partei; erwartungsgemäß gehörte er 1989 zu denjenigen, die die Demonstrationen auf dem Tian’anmen-Platz verurteilten und das Vorgehen der Staatsmacht verteidigten.
Die chinesische Bevölkerung nahm großen Anteil an seinem Tod. Volksmengen drängten sich vor seinem Sarg; chinesische Blogger und Chatter huldigten ihn als Superstar.
Der Asteroid (3763) Qianxuesen wurde 2001 nach ihm benannt.

## Nachrufe
- „Vater der chinesischen Raumfahrt“ gestorben, China Internet Information Center
- Qian Xuesen obituary, The Guardian
- Qian Xuesen, Father of China’s Space Program, Dies at 98 New York Times, 3. November 2009